# 43e session du Comité du patrimoine mondial
La 43e session du Comité du patrimoine mondial s'est déroulée du 30 juin 2019 au 10 juillet 2019 à Bakou en Azerbaïdjan.

## Nouveaux biens
Les sites suivants sont inscrits au patrimoine mondial.
| Pays                 | Site                                                                                                 | Type                           | Superficie (ha) | Date de soumission | Lien | Notes | Coordonnées                              | Illus. |
| -------------------- | --- | ------------------------------ | --------------- | ------------------ | ---- | --- | ---------------------------------------- | ------ |
| Allemagne            | Système de gestion de l'eau (de) d'Augsbourg                                                         | Culturel (ii), (iv)            | 112,83          |                    | 1580 | | 48° 21′ 55,7″ nord, 10° 54′ 07,2″ est    |        |
| Allemagne / Tchéquie | Région minière Erzgebirge/Krušnohoří                                                                 | Culturel (ii), (iii), (iv)     | 6 766,057       |                    | 1478 | 17 sites en Allemagne ; 5 sites en Tchéquie | 50° 24′ 23,5″ nord, 12° 50′ 14,44″ est   |        |
| Australie            | Paysage culturel Budj Bim                                                                            | Culturel (iii), (v)            | 9 935           |                    | 1577 | 3 sites : Budj Bim, Kurtonitj, Tyrendarra | 38° 04′ 52″ sud, 141° 53′ 07″ est        |        |
| Azerbaïdjan          | Centre historique de Sheki avec le palais du Khan                                                    | Culturel (ii), (v)             | 120,5           |                    | 1549 | | 41° 12′ 12″ nord, 47° 11′ 15″ est        |        |
| Bahreïn              | Tombes de la culture Dilmun                                                                          | Culturel (iii), (iv)           | 168,45          |                    | 1542 | 21 sites distincts | 26° 08′ 59″ nord, 50° 30′ 46″ est        |        |
| Birmanie             | Bagan                                                                                                | Culturel (iii), (iv), (vi)     | 5 005,49        |                    | 1588 | 7 sites distincts | 21° 10′ 01″ nord, 94° 52′ 59″ est        |        |
| Brésil               | Paraty et Ilha Grande - culture et biodiversité                                                      | Mixte (v), (x)                 | 204 634         | 2004               | 1308 | 6 sites distincts | 23° 01′ 23″ sud, 44° 41′ 07″ ouest       |        |
| Burkina Faso         | Sites de métallurgie ancienne du fer                                                                 | Culturel (iii), (iv), (vi)     | 122,3           | 2012               | 1602 | 5 sites distincts | 12° 34′ 59″ nord, 3° 19′ 45″ ouest       |        |
| Canada               | Writing-on-Stone/ Áísínai’pi                                                                         | Culturel (iii)                 | 1 106           |                    | 1597 | Comprend 3 sites : Áísínai’pi, Haffner Coulee, Poverty Rock | 49° 00′ nord, 111° 38′ ouest             |        |
| Chine                | Sanctuaires d'oiseaux migrateurs le long du littoral de la mer Jaune et du golfe de Bohai (phase I)  | Naturel (x)                    | 188 643         | 2017               | 1606 | 2 sites distincts | 32° 55′ 40″ nord, 121° 01′ 00″ est       |        |
| Chine                | Ruines archéologiques de la cité de Liangzhu                                                         | Culturel (iii), (iv)           | 1 433,66        |                    | 1592 | 4 sites : Yaoshan, Haut barrage à l'embouchure de la vallée, Bas barrage sur la chaussée-plaine devant les montagnes, Cité                                            | 30° 23′ 44″ nord, 119° 59′ 27″ est       |        |
| Corée du Sud         | Seowon, académies néo-confucéennes coréennes                                                         | Culturel (iii)                 | 102,49          |                    | 1498 | 9 sites : Sosu Seowon, Namgye Seowon, Oksan Seowon, Dosan Seowon (en), Piram Seowon, Dodong Seowon, Byeongsan Seowon, Museong Seowon, Donam Seowon                    | 36° 43′ 38,27″ nord, 128° 50′ 36,34″ est |        |
| Espagne              | Paysage culturel de Risco Caído (es) et montagnes sacrées de Grande Canarie                          | Culturel (iii), (v)            | 9 425           |                    | 1578 | | 28° 02′ 39,8″ nord, 15° 39′ 40,3″ ouest  |        |
| États-Unis           | Les œuvres architecturales du XXe siècle de Frank Lloyd Wright                                       | Culturel (ii)                  | 26,369          |                    | 1496 | 8 sites : Unity Chapel, Robie House, Taliesin, Hollyhock House, maison sur la cascade, maison Herbert et Katherine Jacobs, Taliesin West, musée Solomon R. Guggenheim | 39° 54′ 20,055″ N, 79° 27′ 59,312″ O     |        |
| France               | Terres et mers australes françaises                                                                  | Naturel (vii), (ix), (x)       | 67 296 900      | 2016               | 1603 | 3 sites distincts | 49° 05′ 08″ sud, 69° 20′ 42″ est         |        |
| Inde                 | Cité de Jaipur                                                                                       | Culturel (ii), (iv), (vi)      | 710             |                    | 1605 | | 26° 55′ 00″ nord, 75° 49′ 00″ est        |        |
| Indonésie            | Patrimoine de la mine de charbon d’Ombilin à Sawahlunto                                              | Culturel (ii), (iv)            | 268,18          |                    | 1610 | 12 sites distincts | 0° 41′ 00″ sud, 100° 46′ 00″ est         |        |
| Iran                 | Forêts hyrcaniennes                                                                                  | Naturel (ix)                   | 129 484,74      | 2007               | 1584 | 15 sites distincts | 37° 25′ 03″ nord, 55° 43′ 27″ est        |        |
| Irak                 | Babylone                                                                                             | Culturel (iii), (vi)           | 1 054,3         | 2003               | 278  | | 32° 32′ 16″ nord, 44° 25′ 12″ est        |        |
| Islande              | Parc national du Vatnajökull - la nature dynamique du feu et de la glace                             | Naturel (viii)                 | 1 482 000       | 2011               | 1604 | | 64° 01′ 51″ nord, 17° 00′ 00″ ouest      |        |
| Italie               | Les Collines du Prosecco de Conegliano et Valdobbiadene                                              | Culturel (v)                   | 20 334,2        |                    | 1571 | | 45° 53′ nord, 11° 59′ est                |        |
| Japon                | Ensemble de kofun de Mozu-Furuichi : tertres funéraires de l'ancien Japon                            | Culturel (iii), (iv)           | 166,66          |                    | 1593 | 45 sites distincts | 34° 33′ 44″ nord, 135° 36′ 34″ est       |        |
| Laos                 | Sites de jarres mégalithiques de Xieng Khouang – plaine des Jarres                                   | Culturel (iii)                 | 174,56          |                    | 1587 | | 19° 28′ nord, 103° 11′ est               |        |
| Pologne              | Région minière préhistorique de silex rayé de Krzemionki (en)                                        | Culturel (iii), (iv)           | 342,2           |                    | 1599 | 4 sites : champs miniers de Krzemionki Opatowskie, Borownia, Korycizna et établissement Gawroniec                                                                     | 50° 58′ 04,7″ nord, 21° 30′ 08,3″ est    |        |
| Portugal             | Édifice royal de Mafra – palais, basilique, couvent, jardin du Cerco et parc de chasse (Tapada (pt)) | Culturel (iv)                  | 1 213,17        |                    | 1573 | | 38° 56′ 13″ nord, 9° 19′ 35″ ouest       |        |
| Portugal             | Sanctuaire du Bon Jésus du Mont à Braga                                                              | Culturel (iv)                  | 26              |                    | 1590 | | 41° 33′ 17″ nord, 8° 22′ 39″ ouest       |        |
| Royaume-Uni          | Observatoire de Jodrell Bank                                                                         | Culturel (i), (ii), (iv), (vi) | 17,38           |                    | 1594 | | 53° 14′ 31″ nord, 2° 18′ 43″ ouest       |        |
| Russie               | Églises de l'école d'architecture de Pskov                                                           | Culturel (iv)                  | 24,32           |                    | 1523 | 18 sites distincts | 57° 48′ 25,9″ nord, 28° 19′ 42,8″ est    |        |
| Tchéquie             | Paysage d'élevage et de dressage de chevaux d'attelage cérémoniels à Kladruby nad Labem              | Culturel (iv), (v)             | 1 310           |                    | 1589 | | 50° 03′ 25″ nord, 15° 29′ 02″ est        |        |

## Extensions

### Biens mixtes
- /  Patrimoine naturel et culturel de la région d'Ohrid (Albanie / Macédoine du Nord)

## Autres

### Retrait de laliste du patrimoine en péril
- Lieu de naissance de Jésus : l’église de la Nativité et la route de pèlerinage, Bethléem (Palestine) (inscription en 2012)
- Usines de salpêtre de Humberstone et de Santa Laura (Chili) (inscription en 2005)

### Inscription sur laliste du patrimoine en péril
- Îles et aires protégées du Golfe de Californie (Mexique)